# Shay Given
Shay Given, właśc. Séamus John James Given (ur. 20 kwietnia 1976 w Lifford) – irlandzki piłkarz występujący na pozycji bramkarza. Uczestnik Mundialu 2002, Euro 2012 i Euro 2016.

## Kariera klubowa

### Początki
Shay Given jako junior był zawodnikiem szkockiego Celticu. Na sezon 1993/1994 został włączony do dorosłej kadry tego zespołu, jednak nie rozegrał wówczas ani jednego spotkania. Po zakończeniu ligowych rozgrywek Irlandczyk został zakupiony przez Kenny’ego Dalglisha do Blackburn Rovers. Podstawowym bramkarzem angielskiej drużyny był jednak Tim Flowers, natomiast Given w styczniu 1995 roku został wypożyczony do Swindon Town.
Po powrocie do Blackburn irlandzki gracz wystąpił tylko w dwóch ligowych pojedynkach, a następnie trafił do Sunderlandu. W siedemnastu spotkaniach Given dwanaście razy zachował czyste konto i w dużym stopniu przyczynił się do wygrania przez Sunderland rozgrywek Division One.

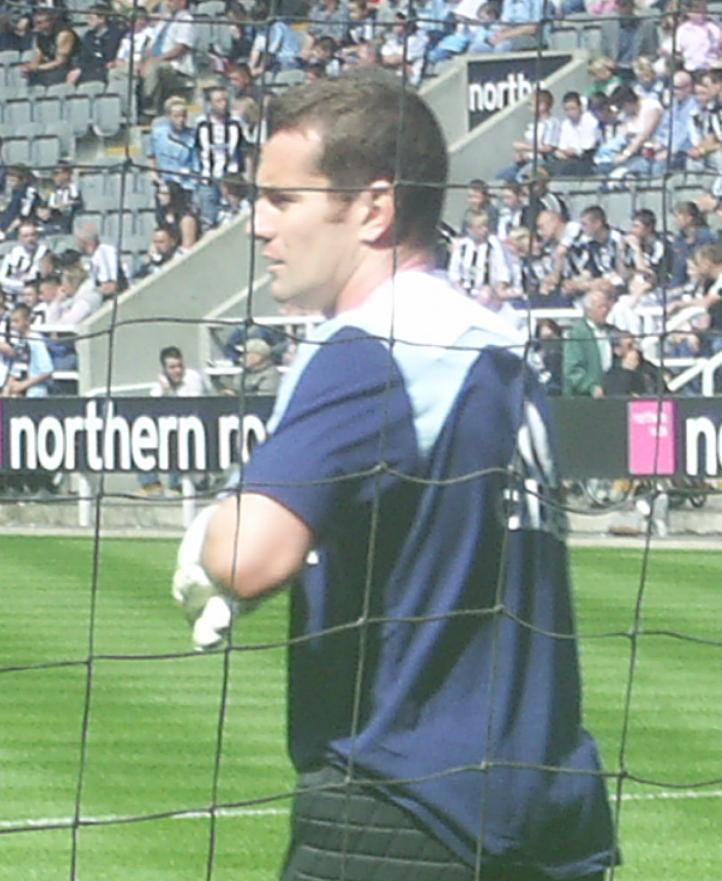
Given w barwach Newcastle United

### Newcastle United
Latem 1997 roku Irlandczyk podpisał kontrakt z Newcastle United, który zapłacił za niego półtora miliona funtów. Given wygrał rywalizację o miejsce w podstawowym składzie z Pavlem Srníčkiem, Shaką Hislopem i Steve’em Harperem i w debiutanckim sezonie rozegrał 24 mecze w Premier League. Dwa razy z rzędu (w 1998 i 1999 roku) wychowanek Celticu wystąpił w przegranych przez „Sroki” finałach Pucharu Anglii. W sezonie 1999/2000 pierwszym bramkarzem Newcastle został Harper, jednak pod koniec rozgrywek Given odzyskał miejsce w wyjściowej jedenastce. W 2002 i 2006 roku Irlandczyk znalazł się w najlepszej jedenastce Premiership. Podczas sezonu 2006/2007 Given rozegrał swój 300. mecz ligowy w barwach Newcastle.

### Manchester City
1 lutego 2009 roku piłkarz przeszedł do Manchesteru City. Z tym klubem podpisał 4,5-letni kontrakt. W nowej drużynie zadebiutował 7 lutego w spotkaniu z Middlesbrough. W roku 2011 wygrał Puchar Anglii, ale po przyjściu Joego Harta z wypożyczenia Given zasiadł na ławce rezerwowych i zagrał jedynie w kilku meczach pucharowych. 
| „Myślę, że Given jest jednym z najlepszych bramkarzy, nie tylko w Premier League, ale także i na całym świecie”. —Roberto Mancini, wypowiedź o transferze Shaya Givena do Manchesteru City . |

### Aston Villa
18 lipca 2011 roku przeszedł do Aston Villi. W pierwszym sezonie na Villa Park Given wystąpił w granicy 30 meczów. Jedynie podczas kontuzji był niedostępny. Niestety w następnym sezonie kontuzja Givena sprawiła, iż pierwszym bramkarzem stał się Brad Guzan, który według trenera spisywał się lepiej. Jednak Given dostawał szansę w Pucharze Anglii i Pucharze Ligi Angielskiej. Bramkarz poinformował, że po zakończeniu sezonu 2012/13 opuści klub. Przyczyną tej decyzji miały być nie najlepsze relacje między bramkarzem a trenerem klubu Paulem Lambertem. Bramkarz jednak pozostał w klubie i w sezonie 2014-15 otrzymał szansę występów w Pucharze Anglii, i Pucharze Ligi Angielskiej.

### Wypożyczenie do Middlesbrough
W sezonie 2013/14 Given został wypożyczony do zespołu występującego w Championship - Middlesbrough FC. Powodem była kontuzja pierwszego bramkarza drużyny Jasona Steele. Łącznie zagrał w 16 meczach.

### Stoke City
10 lipca 2015 roku podpisał dwuletni kontrakt ze Stoke City.

## Kariera reprezentacyjna
W reprezentacji Irlandii Given zadebiutował w 1996 roku. W 2002 roku Mick McCarthy powołał go do 23-osobowej kadry na mistrzostwa świata. Na turnieju w Korei Południowej i Japonii Irlandczycy dotarli do 1/8 finału, w której po rzutach karnych przegrali z Hiszpanią. Na mundialu Given był podstawowym zawodnikiem drużyny narodowej i wystąpił w każdym z czterech spotkań.
14 października 2009 roku w spotkaniu przeciwko Czarnogórze Given rozegrał swój setny mecz dla reprezentacji. W roku 2012 Given był podstawowym bramkarzem reprezentacji. Wystąpił na Euro 2012 w którym rozegrał wszystkie mecze w grupie, min:z Hiszpanią przegrany 4-0. Zaraz po zakończeniu Euro postanowił zakończyć karierę reprezentacyjną, ale jednak gra w niej dalej. Wystąpił w eliminacjach do EURO 2016. Znalazł się w kadrze na Euro 2016, ale nie zagrał ani minuty na tym turnieju. Po tej imprezie ponownie zakończył karierę w reprezentacji.

## Mecze w kadrze narodowej

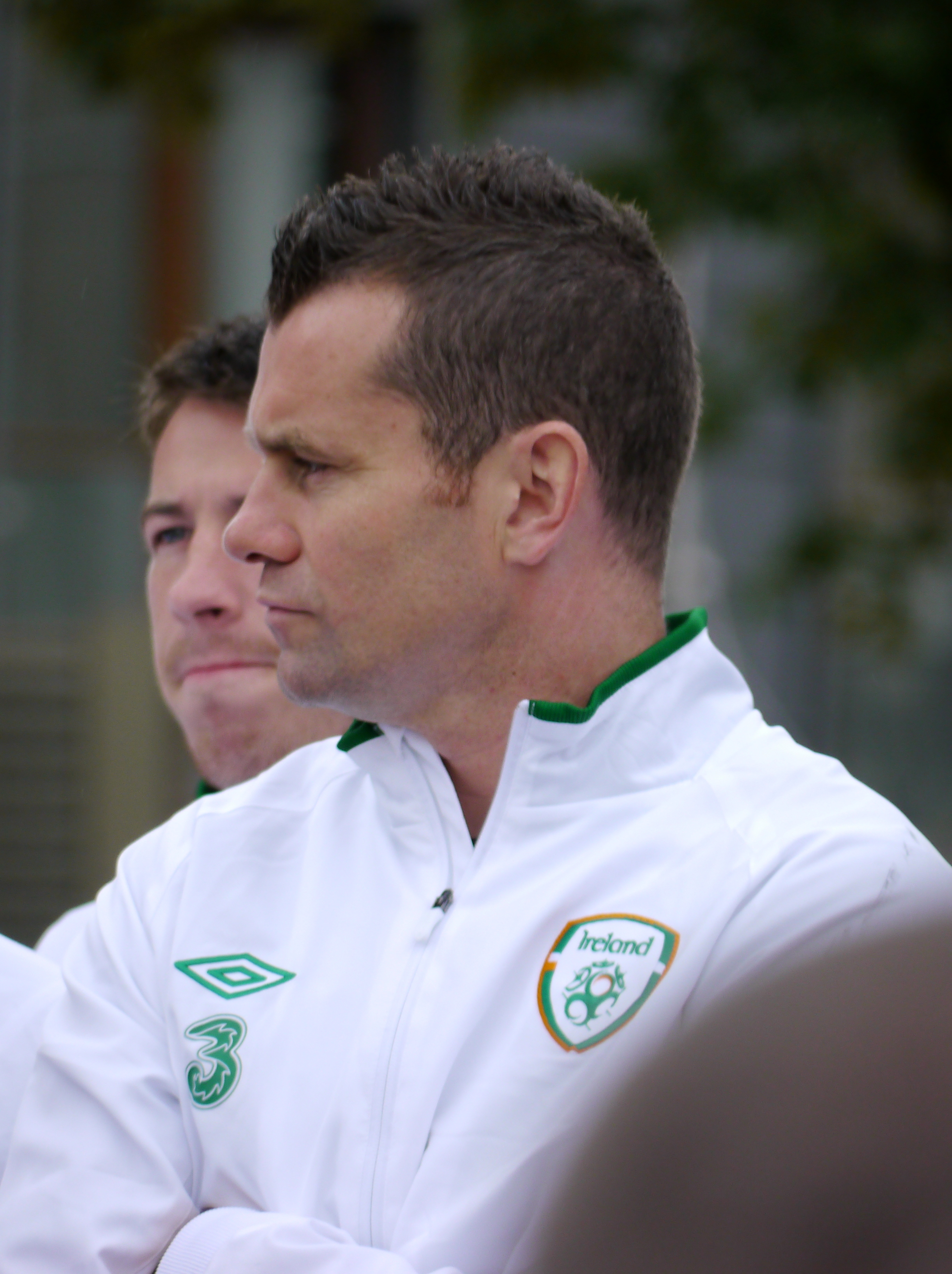
Given w reprezentacji narodowej

| Lata  | Mecze | Gole |
| ----- | ----- | ---- |
| 1996  | 8     | 0    |
| 1997  | 6     | 0    |
| 1998  | 6     | 0    |
| 1999  | 3     | 0    |
| 2000  | 3     | 0    |
| 2001  | 10    | 0    |
| 2002  | 11    | 0    |
| 2003  | 8     | 0    |
| 2004  | 11    | 0    |
| 2005  | 8     | 0    |
| 2006  | 4     | 0    |
| 2007  | 7     | 0    |
| 2008  | 6     | 0    |
| 2009  | 11    | 0    |
| 2010  | 7     | 0    |
| 2011  | 11    | 0    |
| 2012  | 5     | 0    |
| 2014  | 5     | 0    |
| 2015  | 6     | 0    |
| 2016  | 1     | 0    |
| Razem | 134   | 0    |